# Шуга Іван Семенович
Іван Семенович Шуга (нар. 7 лютого 1977, Мукачево, Українська РСР) — український футболіст, півзахисник.

## Життєпис
Футбольну кар'єру розпочав 1994 року в стрийській «Скалі». Наступного року перейшов до львівського «Скіфу», але на початку 1996 року повернувся до «Скали». Влітку 1996 року стрийський клуб було розформовано, а Іван перейшов до «Газовика» (Комарно). У 2001 році прийняв запрошення кіровоградської «Зірки». У 2004 році перейшов до «Зорі» (Луганськ). У 2005 році підсилив «Сталь» (Алчевськ), а влітку 2007 року підписав контракт з маріупольським «Іллічівцем». У 2008 році повернувся додом й захищав кольори «Закарпаття».
По завершенні професіональної кар'єри виступав за аматорські клуби «Галичина» (Львів), «Нафтуся» (Східниця), «Кар'єр» (Торчиновичі), «Рух» (Винники), «Кар'єр» (Старий Самбір) та ФК «Миколаїв».

## Досягнення
- Перша ліга України
  -  Чемпіон (1): 2002/03